# Oxira nigrafasciata
Oxira nigrafasciata är en fjärilsart som beskrevs av Chang 1991. Oxira nigrafasciata ingår i släktet Oxira och familjen nattflyn. Inga underarter finns listade i Catalogue of Life.